# António II av Kongo
António II av Kongo, död 1762, var kung av Kongo mellan 1760 och 1762.